# Annabergite
La annabergite è un minerale, un arseniato idrato di nichel.
Il nome deriva dalla località di Annaberg, in Sassonia.
Descritta per la prima volta da Henri James Brooke (1771 - 1857), cristallografo e mineralogista inglese e William Hallowes Miller (6 aprile 1801 - 20 maggio 1880), cristallografo e mineralogista inglese, nel 1852.

## Abito cristallino
In piccoli cristalli appiattiti prismatici e aghiformi.

## Origine e giacitura
È un minerale secondario caratteristico delle zone di alterazione dei giacimenti a solfuri di nichel, detto anche fiore di nichel. La paragenesi è con eritrite, antlerite, gersdorffite, scorodite, malachite, azzurrite, farmacolite e cloantite.

## Forma in cui si presenta in natura
Si presenta in cristalli, in aggregati terrosi e polverulenti, incrostazioni, masse sferoidali fibroso-raggiate.

## Caratteri fisico-chimici
Solubile negli acidi, al cannello cambia colore prima di fondere; va pulita con acqua distillata.

## Località di ritrovamento
Ad Annaberg e Schneeberg, in Sassonia; a Laurion, in Grecia; a Sierra Cabreira, in Andalusia, regione spagnola; a Cobalt, nel Canada; a Jáchymov, nella Repubblica Slovacca; ad Allemont, in Francia.
In Italia la si può rinvenire al Colle del Paschietto nel comune di Balme e nelle miniere di Punta Corna e di Torre d'Ovarda nel comune di Usseglio in provincia di Torino; a S'Acqua is Prunas, Punta Pira Inferida e Riu Planu is Castangias, tutte nel comune di Gonnosfanadiga, in provincia di Cagliari; infine a Perdas Oliu e a Perdas de Fogu, nel comune di Fluminimaggiore, sempre in provincia di Cagliari.

## Varietà
Una sua varietà con una rilevante percentuale di magnesio al posto del nichel è la cabrerite